# Vicchio
Vicchio est une commune de la ville métropolitaine de Florence dans le Mugello en  Toscane, région centrale de l'Italie.

## Géographie
Classification sismique : Zone 2 (sismicité moyenne à élevée), 
Ordonnance PCM 3274 du 20 mars 2003
Classification climatique : Zone E, 2 137 jours
Diffusivité atmosphérique : Moyenne, Ibimet CNR 2002

## Histoire
Vicchio est la ville natale de deux peintres qui ont fait la grandeur de l'art figuratif : Giotto et Fra Angelico. La maison natale de Giotto, sur la colline de Vespignano, attire chaque année de nombreux visiteurs. En 2001, le centenaire de la statue du peintre a été célébré sur la place du même nom.
Entre 1559 et 1571, Benvenuto Cellini séjourna occasionnellement à Vicchio. La maison qui appartenait à l'orfèvre et sculpteur abrite aujourd'hui une école d'orfèvrerie, qui accueille également des expositions.

## Patrimoine Culturel

### Musée et Monuments
- Le nouveau Musée d'Art Sacré et de Religiosité Populaire Beato Angelico, inauguré en juin 2000, est le fruit d'un travail acharné et d'un dévouement remontant aux années 1960, lorsque la Mairie commença à collecter des objets d'art jugés dignes d'être préservés, voués à une lente destruction ou victimes de vols de plus en plus fréquents. Le musée fait partie du projet « Musée Diffus », qui englobe le Mugello, l'Alto Mugello et le Val di Sieve.

- Le monument en bronze dédié à Fra Angelico se trouve devant le musée, œuvre du sculpteur Sergio Benvenuti : Beato Angelico est représenté en costume dominicain, debout, le regard tourné vers le ciel, sa palette, son équerre et ses pinceaux serrés contre sa poitrine. Il s'agit d'une réplique, avec de légères variations, de la statue précédemment réalisée pour la Basilique Saint-Marc de Florence.

- Les importantes fouilles étrusques de Poggio Colla, menées par certaines universités américaines sous la direction du professeur Gregory Warden, peuvent être visitées pendant la campagne de fouilles des mois de juin et juillet.

### Monuments religieux
- L'église paroissiale San Giovanni Battista remonte à environ 1447, époque à laquelle il n'y avait qu'un seul oratoire dans la région. Avant 1220, l'église paroissiale Santo Stefano a Botena existait dans le quartier de Ginestra, près de la rivière Sieve. De cette église est née l'église paroissiale de Vicchio, qui dépendait initialement de l'église San Cassiano in Padule, avant de devenir l'église paroissiale San Giovanni Battista. Au XVIe siècle, elle fut transformée puis agrandie, adoptant un plan en croix grecque avec une petite coupole centrale, trois nefs et un clocher carré. En 1909, Galileo Chini décora l'intérieur, mais il fut presque détruit par le tremblement de terre de 1919 et fut ensuite restauré et agrandi. Sa façade, de style toscan, est ornée d'un portique Renaissance.

- L'église San Bartolomeo de Molezzano date du XIIe siècle. En 1336, elle abritait les habitants de l'église San Martino in Pagliariccio, détruite. L'église San Bartolomeo de Molezzano fut également presque détruite par une inondation en 1536 ; elle fut donc reconstruite en 1568 sur un site plus élevé.

- L'église San Cassiano in Padule fut reconstruite sur les ruines de l'église détruite par le tremblement de terre de 1919, dédiée à San Cassiano, dont il ne restait que l'abside et la crypte.

- L'église San Michele in Rupecanina était sous le patronage des comtes Guidi, qui possédaient le castrum Ripa Canina ou Rabbia Canina. L'église est mentionnée dès 1333, dont elle conserve trois petits corbeaux. Église de San Cristoforo, mentionnée dans la bulle papale de Pascal II en 1103 et dans celle d'Innocent II en 1134.

- L'abbaye Santa Maria a Bovino est communément appelée la Badia car, dès le milieu du XIe siècle, elle appartenait aux moines de San Miniato al Monte, qui la cédèrent à l'évêque de Florence en 1379.

- L'oratoire San Filippo Neri (ou Chapelle de la Miséricorde), construit au début du XVIIe siècle, fut d'abord l'oratoire de la Compagnie du Saint-Sacrement et de Jésus-Mort, puis, à partir de 1910, celui de la Vénérable Confrérie de la Miséricorde de Vicchio. À l'intérieur de la chapelle, un précieux Christ en cire, œuvre du maître cirier Clemente Susini du musée La Specola de Florence, est conservé dans une vitrine. Une fois le Christ en cire retiré de Susini et avant son transport à Vicchio, les Frères l'embellirent d'une bénédiction solennelle donnée par le pape Pie VI, alors emprisonné à la Chartreuse de Florence. L'église San Martino a Vespignano, mentionnée pour la première fois en 1218, se dresse sur le point culminant de l'ancien château de Vespignano. Ses mécènes étaient l'évêque de Florence et la famille Risaliti.

- La chapelle Bruna témoigne de la dévotion séculaire du Mugello au bienheureux Giovanni Bruni, né à Vespignano en 1234 et mort à Florence en 1331.

- L'église San Martino a Viminiccio, mentionnée pour la première fois dans un diplôme impérial de 1024, est un lieu de culte. Au XVe siècle, la paroisse fut patronnée par la famille Nuti, à laquelle succédèrent la famille Tani, puis la famille Baldinotti, puis la famille Comparini.

- L'église Sant'Andrea a Barbiana doit sa renommée au souvenir de Don Lorenzo Milani, curé de Barbiana jusqu'en 1967, qui y installa son école, véritable centre de diffusion de son message éducatif novateur.

- Église de Santa Maria à Vezzano

- Église de Santa Felicita al Fiume di Gattaia

- Église de San Donato al Cistio.

## Administration
| Période                                  | Période  | Identité             | Étiquette       | Qualité |
| ---------------------------------------- | -------- | -------------------- | --------------- | ------- |
| 1965                                     | 1975     | Muzio Cesari         | PCI             |         |
| 1975                                     | 1985     | Roberto Berti        | PCI             |         |
| 1985                                     | 1990     | Ubaldo Salimbeni     | PCI             |         |
| 1990                                     | 2004     | Alessandro Bolognesi | Centrosinistra  |         |
| 14 juin 2004                             | En cours | Elettra Lorini       | Centro-Sinistra |         |
| Les données manquantes sont à compléter. |          |                      |                 |         |

### Hameaux
Arsella, Ampinana, Barbiana, Boccagnello, Bovino, Bricciana, Campestri, Casole, Cistio, Cuccino, Farneto, Gattaia, Gracchia, Mirandola, Molezzano, Mulinuccio, Padule, Piazzano, Paterno, Pilarciano, Pimaggiore, Ponte a Vicchio, Rossoio, Rostolena, Rupecanina, Scopeto, Uliveta, Vespignano, Vezzano, Villore, Zufolana

### Communes limitrophes
Borgo San Lorenzo, Dicomano, Marradi, Pontassieve

### Jumelages
- Tolmin (Slovénie) depuis 1981

## Personnalités liées à la commune
- Giotto di Bondone (1267-1337), peintre, né à Vespignano
- Fra Angelico (vers 1395- 1455), peintre dominicain, y est né
- Lorenzo Milani (1923-1967), fondateur de l'École de Barbiana
- Bianca Bianchi (1914-2000), femme politique, née à Vicchio